# Giulio Cozzari
Giulio Cozzari (Deruta, 23 settembre 1940 – Perugia, 17 aprile 2015) è stato un politico italiano.
Presidente della provincia di Perugia dal 1999 al 2009, alla guida di una coalizione di centrosinistra che aveva raccolto il 57,7% nelle elezioni provinciali del 1999 e il 64,5% dei voti nelle elezioni del 2004.

## Biografia
Nato a Pontenuovo di Deruta il 23 settembre 1940, ha maturato gli studi classici ed è stato dirigente della Regione dell’Umbria.

## Attività politica
Nella sua intensa attività politica Intensa l’attività politica ha fatto parte prima nei movimenti giovanili della DC , fino a ricoprire l’incarico di Vice-Delegato Provinciale e, successivamente come Segretario Provinciale. Dal 1975 al 1980 è consigliere Comunale a Perugia per la DC, successivamente viene eletto consigliere Provinciale dal 1980 al 1990 e nel 1990 eletto Consigliere Regionale dell’Umbria. Nel 1995 è segretario Regionale Umbro del Partito Popolare Italiano, incarico che ha ricoperto fino al 1999. Nello stesso anno viene eletto presidente della Provincia di Perugia con il 57,7% e riconfermato con un consenso più alto nelle provinciali del 2004 con il 54,5%.
Da sempre scettico su alcune scelte politiche de La Margherita, Cozzari ne ha preso le distanze quando i leader di quest'ultima hanno iniziato a prospettare la nascita di un partito unico insieme a DS. Il 26 giugno 2007, ha reso pubblica la sua decisione di uscire da La Margherita e di non aderire al nascente Partito Democratico. Ha anche annunciato di aver costituito un nuovo movimento, Umbria Popolare legato a Italia Popolare (il movimento fondato da Gerardo Bianco e Alberto Monticone) e rimasto nell'ambito politico del centro-sinistra. Il 27 giugno 2007, dopo aver ratificato, durante il Consiglio Provinciale riunito per l'approvazione del bilancio, la sua decisione, la maggioranza del centro-sinistra gli ha riconfermato la fiducia, nonostante alcune aspre critiche provenienti da alcuni settori de La Margherita.  Il 29 giugno Giulio Cozzari è intervenuto, ad Assisi, ad un convegno, organizzato da un Consigliere regionale dell'UDC, sul tema Per la ripresa di una politica popolare, al quale hanno partecipato anche Rocco Buttiglione e Gerardo Bianco (allo stesso tavolo per la prima volta dopo la scissione della primavera del 1995), convegno nel quale si sono gettate le basi di un movimento che riunisca l'elettorato cattolico.
Tra il settembre e l'ottobre del 2008, durante il suo mandato di presidente della giunta, la provincia di Perugia viene travolta da uno scandalo su presunti appalti pubblici truccati, che coinvolge in particolare l'area viabilità. Durante la crisi, Cozzari ha ammesso di aver anche pensato alle dimissioni, salvo ricredersi in quanto esse avrebbero costituito la "distruzione totale dell'ente (la Provincia)".
Nell'aprile del 2009 Cozzari decide di aderire all'Unione di Centro e di presentarsi alle elezioni europee nella terza Circoscrizione dell'Italia centrale. Non riuscirà ad essere eletto al Parlamento europeo, ottenendo solamente 2.565 voti.

## Morte
Muore il 17 aprile 2015 a 74 anni dopo aver affrontato una lunga malattia che lo aveva colpito negli anni precedenti. I suoi funerali si sono celebrati il 18 aprile presso la Chiesa di San Giovanni Battista a Ferro di Cavallo. Importanti personalità politiche a ricordarlo, sono stati Marco Vinicio Guasticchi, ex presidente della provincia, il quale secondo lui, è "stato un grande punto di riferimento politico per l’Umbria, dimostrandosi capace di rinnovamento e di scelte innovative nel corso del suo cammino politico e istituzionale" la presidente della regione Catiuscia Marini, che ne aveva collaborato quando questi era sindaco di Todi e il presidente della provincia, Nando Mismetti che lo ricordò dicendo: Cozzari seppe interpretare al meglio la nuova realtà dando un grande impulso a tutte le attività della Provincia di Perugia che spaziavano dalle classiche competenze a settori strategici per l'Umbria come ambiente, turismo e cultura.“